# Glaucina magnifica
Glaucina magnifica är en fjärilsart som beskrevs av Grossbeck 1912. Glaucina magnifica ingår i släktet Glaucina och familjen mätare. Inga underarter finns listade i Catalogue of Life.